# Cryphia amasina
Cryphia amasina là một loài bướm đêm thuộc họ Noctuidae. Nó được tìm thấy ở Near East và Trung Đông tới Turkmenistan và bán đảo Arabian. In the Levant there are fragmented populations ở Liban, Jordan và Israel.
Con trưởng thành bay từ tháng 7 đến tháng 10. Có một lứa một năm.
Ấu trùng có thể ăn lichen.